# Stadio Aci e Galatea
Stadio Aci e Galatea (do 2020 roku Stadio Tupparello) – wielofunkcyjny stadion w Acireale, we Włoszech. Został otwarty 28 sierpnia 1993 roku. Może pomieścić 8000 widzów. Swoje spotkania rozgrywają na nim piłkarze klubu Città di Acireale 1946.
Pierwszy stadion w miejscu obecnej areny powstał w I połowie lat 70. XX wieku. Miejsce trybuny głównej tamtego obiektu zajmuje obecnie parking przed stadionem. Obiekt ten nie był jednak zbyt często używany. Po przebudowie, 28 sierpnia 1993 roku oddano do użytku zupełnie nowy stadion. W momencie otwarcia mógł on pomieścić 6000 widzów. Obiekt posiadał boisko piłkarskie otoczone bieżnią lekkoatletyczną, którą okalały jednopoziomowe, żelbetowe trybuny. Jedynie po stronie wschodniej, naprzeciwko późniejszej trybuny głównej, w miejsce trybun powstał budynek mieszczący szatnie, biura i inne pomieszczenia. Na nowy stadion wprowadzili się piłkarze klubu AS Acireale (dotąd występujący na Stadio Comunale położonym w centrum miasta), którzy dopiero co uzyskali historyczny awans do Serie B. Pobyt klubu na drugim szczeblu ligowym trwał przez dwa sezony, do 1995 roku. W II połowie lat 90. XX wieku rozbudowano i zadaszono trybunę po stronie zachodniej. W 2008 roku stadion wyposażono w sztuczne oświetlenie. Na początku 2020 roku obiekt przemianowano na „Stadio Aci e Galatea”, wcześniej znany był on jako „Stadio Tupparello”.